# Raymond Guy LeBlanc
Pour les articles homonymes, voir Leblanc.
Raymond Guy LeBlanc, né le 24 janvier 1945 à Dieppe (Canada) et mort le 28 octobre 2021, est un poète et un musicien acadien.

## Biographie

### Enfance et formation
Raymond Guy LeBlanc naît le 24 janvier 1945 à Saint-Anselme, désormais un quartier de Dieppe, au Nouveau-Brunswick. Il entre à l'Université de Moncton, où il obtient un baccalauréat en beaux-arts en 1966 et une maîtrise en philosophie en 1974. Il y commence un doctorat en 1984 mais il quitte en 1986.

### Profession
Il participe à la création de plusieurs groupes de musiques et accompagne plusieurs chanteurs au piano, dont Donat Lacroix. Il s'implique dans le milieu social et culturel. Il est chargé de cours à l'Université de Moncton de façon occasionnelle à partir de 1973. Il est aussi agent de développement pour la Société des Acadiens et des Acadiennes du Nouveau-Brunswick.
En 1972, il publie Cri de terre aux Éditions d'Acadie. Ce n'est pas le premier recueil de poésie – Ronald Després l'a devancé en 1958 – mais c'est le premier publié en Acadie et il devient donc du jour au lendemain le « chantre » de l'Acadie, Ronald Després résidant alors à Ottawa et Antonine Maillet à Montréal. Dans son recueil, le poète décrit la réalité acadienne, en notant le manque, l'absence et la difficulté d'être jusqu'à la culmination dans le poème éponyme, où sa révolte se transforme en espoir. Dans Projet de pays (Acadie-Québec), il projette de créer un pays, quoique le texte est plus nuancé que le titre, et il en exprime la quête dans Petitcodiac, le poème le plus novateur du recueil de par sa création de nouveaux mots face à la l'impuissance de décrire la réalité acadienne.
Raymond Guy LeBlanc publie Chants d'amour et d'espoir en 1988 et La Mer en feu en 1993, deux recueils contenant des poèmes mémorables explorant de nouveaux thèmes mais ne possédant pas la force et l'unité de son premier recueil.
En 1998, il reçoit le prix d'excellence Pascal-Poirier pour l'ensemble de son œuvre.

### Mort
Il est mort le 28 octobre 2021.

## Regards sur l'oeuvre
Il est « considéré comme un des poètes acadiens les plus importants et ce, depuis la « renaissance acadienne » des années soixante ».

## Œuvre

### Poésie
- Empreintes, poésie, Moncton, Éditions Perce-Neige, 2011.
- Archives de la présence, poésie, Moncton, Éditions Perce-Neige, 2005.
- La Mer en feu, poésie, Moncton, Éditions Perce-Neige, 1993.
- Chants d'amour et d'espoir, poésie, Moncton, Michel Henry Éditeur, 1988.
- Cri de terre, poésie, Moncton, Éditions d'Acadie, 1972, réédité aux Éditions Perce-Neige en 2012.

## Prix
- Prix Éloize de l'artiste de l'année en littérature, 2007[4]
- Prix France-Acadie, 2006[2]
- Prix Pascal-Poirier pour l'excellence dans les arts littéraires en français, 1998[2]